# Klimki (województwo warmińsko-mazurskie)
Klimki (niem. Klimken) – wieś w Polsce położona w województwie warmińsko-mazurskim, w powiecie węgorzewskim, w gminie Węgorzewo. 
W latach 1975–1998 miejscowość administracyjnie należała do województwa suwalskiego.
We wsi znajdują się dwa zabytki III kategorii: dwór z XIX wieku oraz magazyn zbożowy.